# Bertil Svensson (målare)
Bertil Yngve Svensson, född 16 april 1916 i Vimmerby, död 2 september 1993 i Göteborg, var en svensk målare.
Svensson studerade en kortare tid vid Otte Skölds målarskola i Stockholm innan han sökte sig till Göteborg för att studera vid Börge Hovedskous målarskola och för Endre Nemes vid Valands målarskola 1948–1952. Efter studierna har han varit verksam som bildkonstnär.